# Tuna Mascarenhas
Antonina Mascarenhas Monteiro (phổ biến hơn là Tuna Mascarenhas; 13 tháng 6 năm 1944 – 9 tháng 9 năm 2009) là một nhà hoạt động và nhà khoa học phòng thí nghiệm y tế của Cabo Verde. Bà từng là Đệ nhất phu nhân của Cabo Verde từ năm 1991 đến năm 2001 trong nhiệm kỳ của chồng bà, Tổng thống António Mascarenhas Monteiro. Mascarenhas cũng thành lập Quỹ Trẻ em Cabo Verde để cung cấp các dịch vụ, như trung tâm giữ trẻ, cho trẻ em nghèo và gia đình của họ.

## Tiểu sử
Tuna Mascarenhas sinh ngày 13 tháng 6 năm 1944. Bà nhận bằng cử nhân hóa học tại một trường đại học ở Bỉ. Bà học cùng trường đại học với người chồng tương lai, António Mascarenhas Monteiro. Bà trở lại Cape Verde sau khi học đại học, nơi bà làm việc tại Bệnh viện Agostinho Neto ngày nay ở Praia với tư cách là nhân viên của Bộ Y tế. Cả bà và chồng đều tích cực tham gia phong trào độc lập Cabo Verde trong những năm 1960 và 1970. Tuy nhiên, bà đã để lại phong trào về sự khác biệt về ý thức hệ với một số mục tiêu của nó.
Năm 1991, António Mascarenhas Monteiro được bầu làm Chủ tịch Cabo Verde bằng cách đánh bại Tổng thống sáng lập đương nhiệm Aristides Pereira. Tuna Mascarenhas trở thành Đệ nhất phu nhân thứ hai của đất nước vào tháng 3 năm 1991. Tuy nhiên, mặc dù vị trí mới của mình, Mascarenhas vẫn giữ công việc của mình tại phòng thí nghiệm phân tích lâm sàng tại Bệnh viện Agostinho Neto trong suốt thời gian ở dinh tổng thống. bB là một đệ nhất phu nhân năng động, người ủng hộ nhiều vấn đề trong nhiệm kỳ của mình từ năm 1991 đến năm 2001. Ngoài công việc tại bệnh viện, bà thường được phát hiện xung quanh thành phố Praia, bao gồm các chợ và bãi biển
Mascarenhas thành lập Quỹ Trẻ em Cabo Verde, nơi cung cấp các dịch vụ xã hội cho trẻ em nghèo. Nền tảng của bà cũng cung cấp dịch vụ giữ trẻ ban ngày cho trẻ em, từ sơ sinh đến 3 tuổi, cho trẻ em nghèo khó. Không có trung tâm, phụ nữ thường có vài nơi để mang theo con nhỏ khi họ tìm được việc làm.
Tuna Mascarenhas đã chết vì một căn bệnh dài ở Praia vào ngày 9 tháng 9 năm 2009, ở tuổi 65. Bà đã sống sót nhờ chồng, cựu Tổng thống António Mascarenhas Monteiro và ba đứa con của họ – Gamal, Marisa và Liliana. Tang lễ của bà được tổ chức vào ngày 10 tháng 9 năm 2009.